# Biedronka (sieć handlowa)

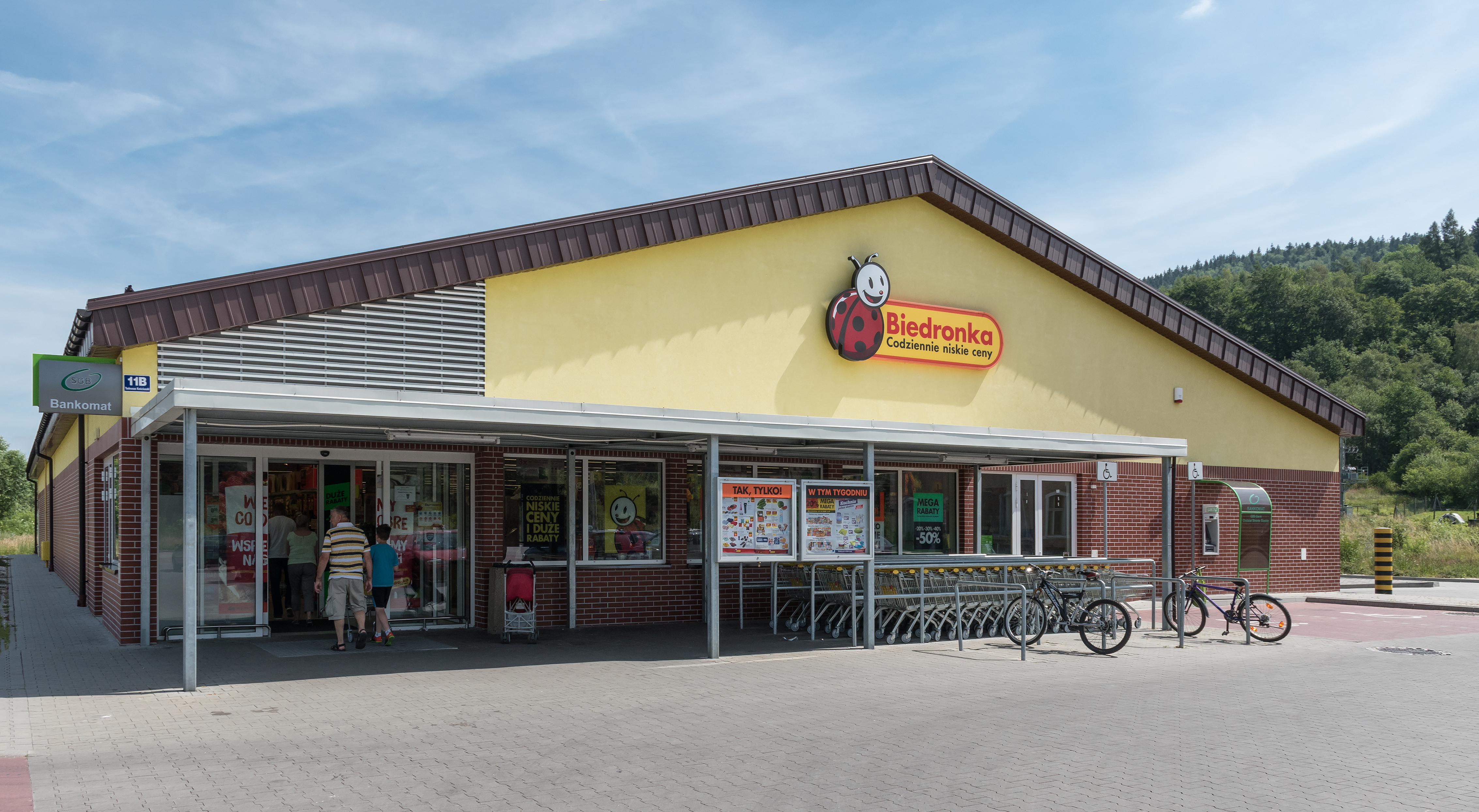
Starszy typ sklepu Biedronka w Stroniu Śląskim

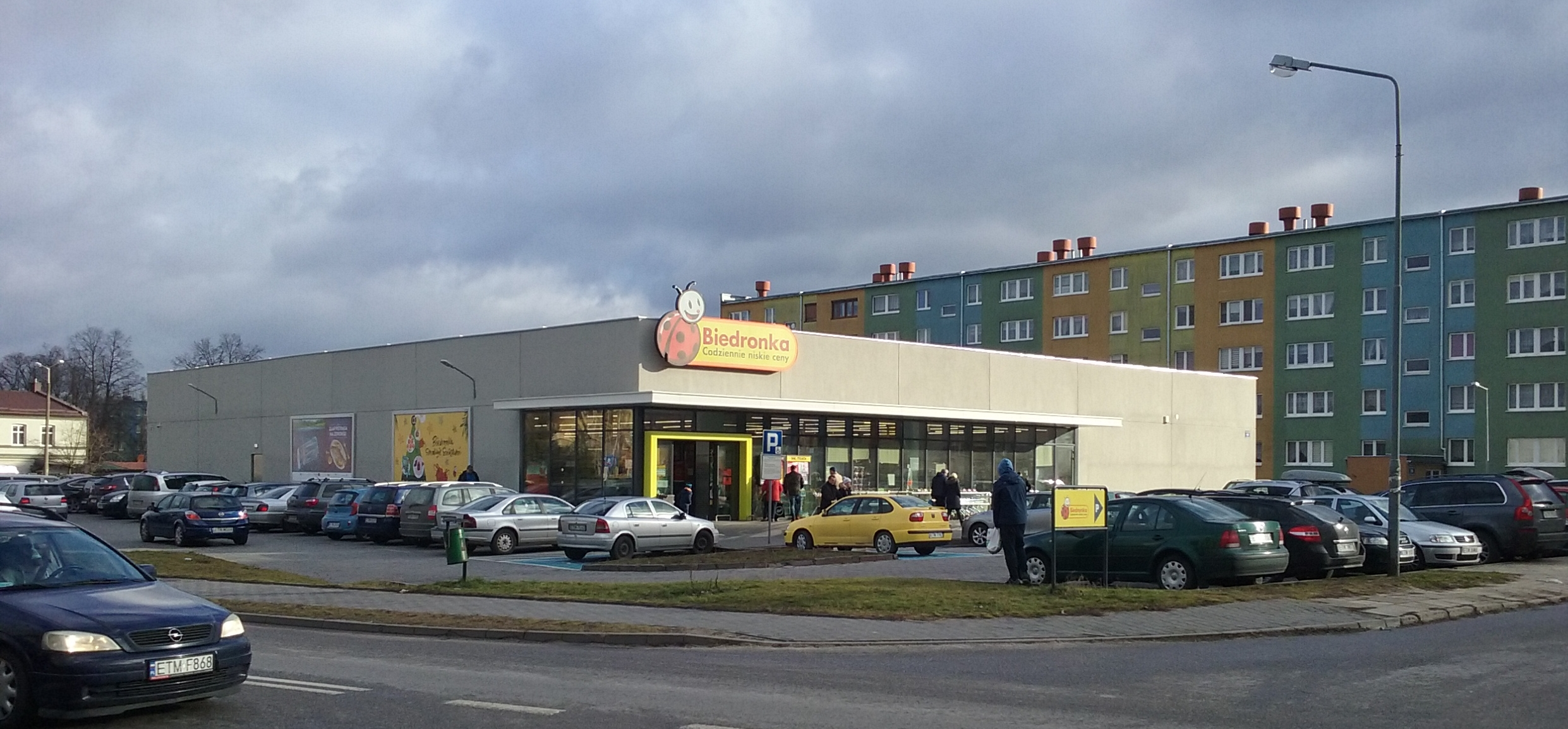
Nowszy typ sklepu Biedronka w Tomaszowie Mazowieckim

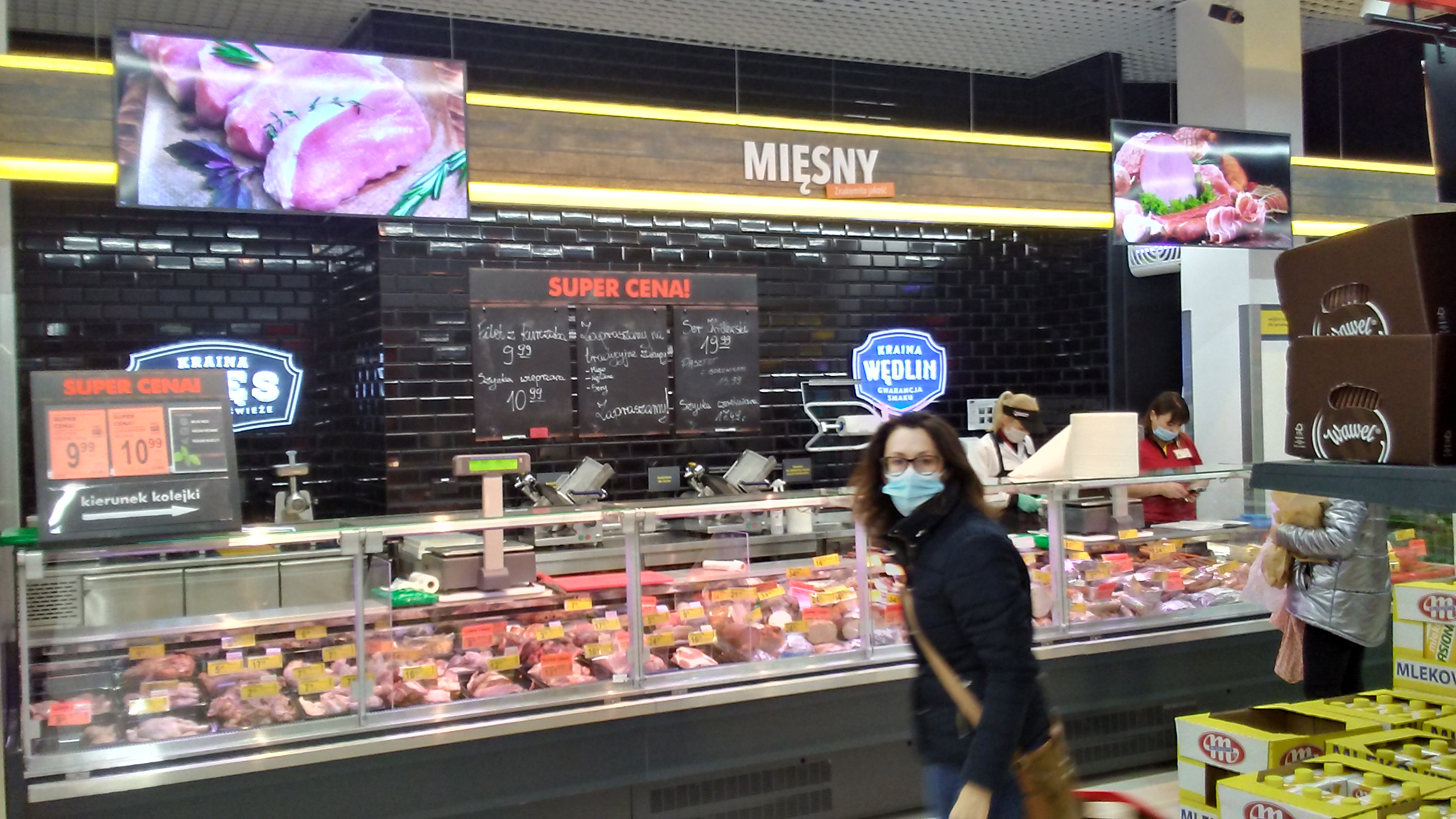
Dział mięsny z obsługą w Biedronce w Galerii Tomaszów w Tomaszowie Mazowieckim

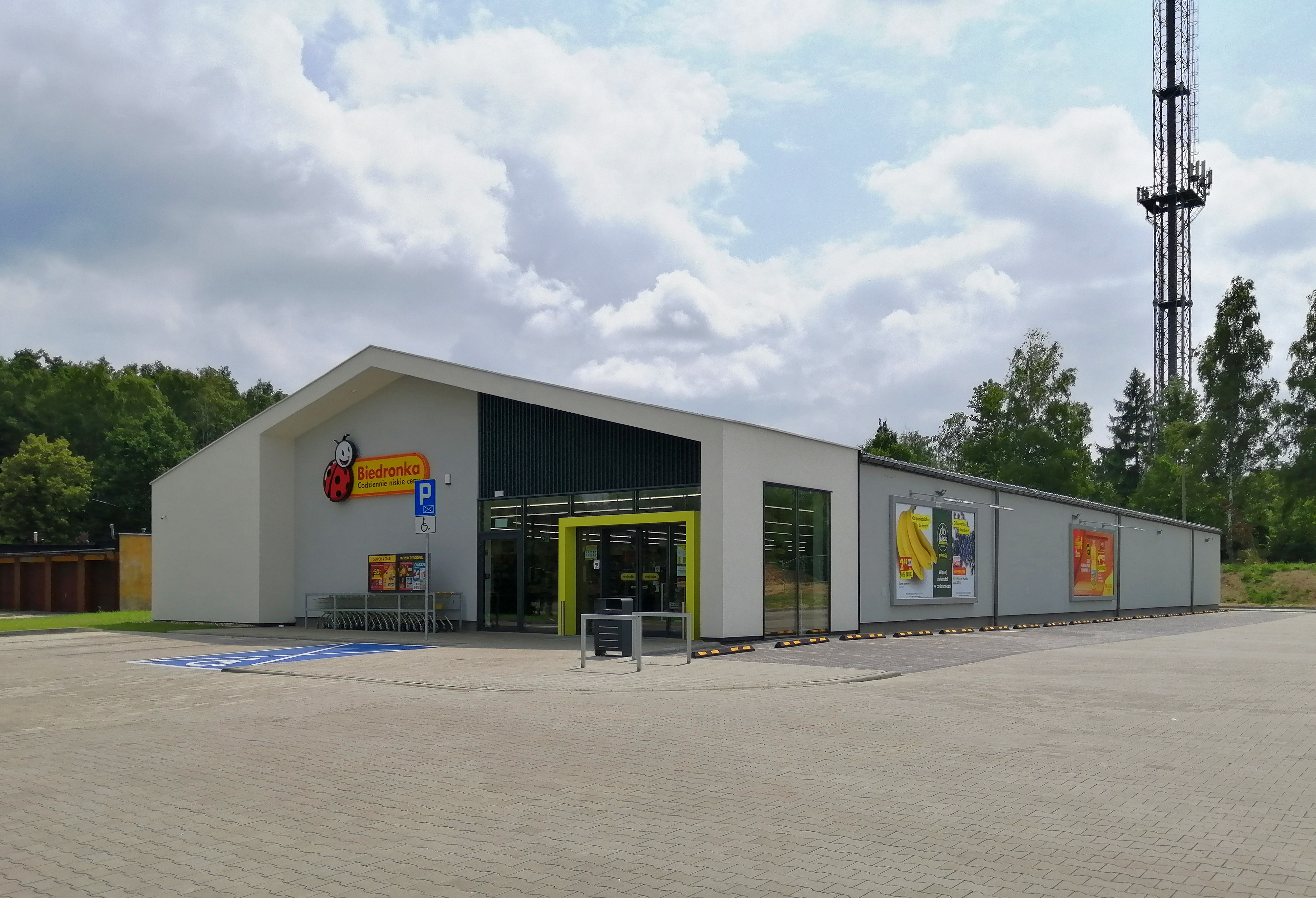
Nowszy typ sklepu Biedronka w Tarnowskich Górach-Lasowicach

Karta programu lojalnościowego Biedronki

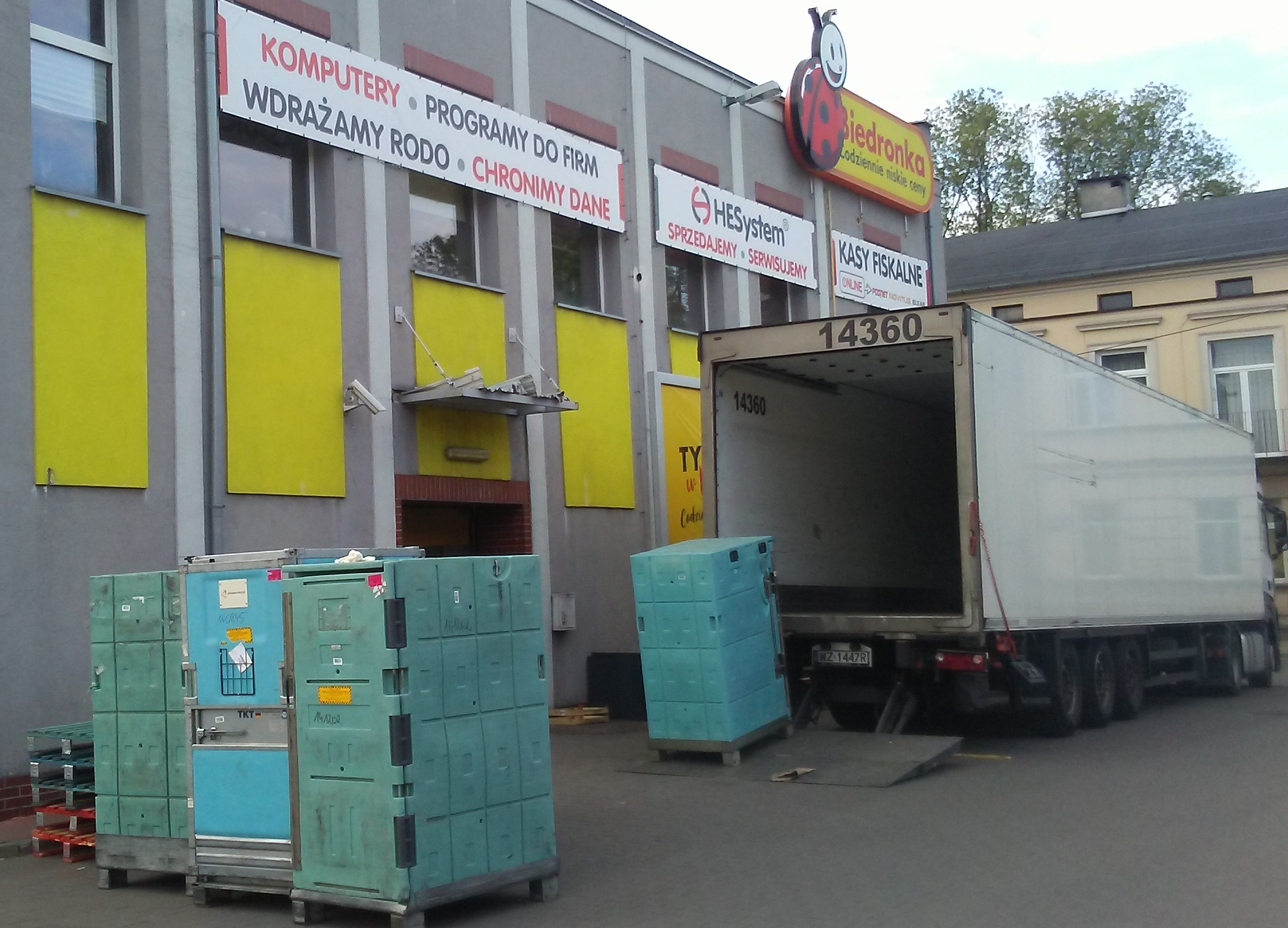
Dostawa towaru

Biedronka – sieć sklepów należąca do spółki akcyjnej Jeronimo Martins Polska (JMP), której właścicielem jest portugalskie przedsiębiorstwo Jerónimo Martins.

## Charakterystyka
Biedronka generowała 65% dochodów JMP (wrzesień 2014). Pod względem liczby sklepów była to największa sieć handlowa w Polsce. Na koniec 2023 miała około 3,5 tys. sklepów.
Biedronka generowała 70,4% wartości sprzedaży JMP (lipiec-wrzesień 2023 roku). Pod względem liczby sklepów była to największa sieć handlowa w Polsce. Na koniec marca 2024 roku miała 3596 sklepów. 
Jeronimo Martins Polska (właściciel Biedronki oraz sklepów drogeryjnych Hebe) jako jeden z największych podatników w Polsce w 2022 odprowadziła do budżetu państwa około 4,5 mld zł.

## Historia
Założycielem sieci sklepów detalicznych Biedronka był przedsiębiorca Mariusz Świtalski, właściciel Elektromisu. Pierwszy sklep sieci „Biedronka” otwarto 1 lutego 1995 roku w Śremie przy ulicy Sikorskiego, z przekształcenia hurtowni Elektromisu mieszczącej się w magazynach Państwowego Ośrodka Maszynowego. Drugi sklep otwarto  4 kwietnia 1995 roku w Poznaniu przy ulicy Newtona.
W 1997 roku Jerónimo Martins odkupiło od Elektromisu 210 sklepów Biedronka i od tego czasu dynamicznie rozwija tę sieć (w marcu 2010 roku w Poznaniu przy ul. Bobrzańskiej otwarto 1500. sklep tej marki, a do 2012 roku działało 2000 sklepów). We wrześniu 2014 r. sieć uruchomiła sklep nr 2500, a w lutym 2019 r. sklep nr 3000.
W 2008 nastąpiło przejęcie ponad 120 sklepów niemieckiej sieci Plus oraz przekształcenie ich w kolejne sklepy sieci Biedronka. W zestawieniu dziennika „Rzeczpospolita” „Lista 500 Największych przedsiębiorstw w Polsce”, z roku na rok Biedronka zajmuje coraz wyższe lokaty. W podobnym rankingu opracowanym przez tygodnik „Polityka” spółka Jeronimo Martins Polska SA w 2009 roku zajęła 5. miejsce, a w 2010 – 4. pozycję, którą utrzymała w 2011. 8 października 2012 w Łodzi przy ulicy Rokicińskiej 366 otwarto dwutysięczny sklep Biedronki. 2500 sklepem sieci został obiekt otwarty 15 września 2014 w Milanówku przy ul. Królewskiej 21.
Przychody w 2012 roku wyniosły około 29 miliardów złotych, z kolei w 2013 już 32 miliardy złotych. Od 1995 do 2013 r. JMP zainwestowało w Polsce ponad 8 mld zł. W 2017 sprzedaż Biedronki wzrosła o 10,4% do 11,1 mld euro, co oznacza, że sieć ta kontrolowała jedną piątą rynku handlowego w Polsce. W 2018 osiągnięto poziom sprzedaży 11,69 mld euro, a w 2019 12,62 mld euro. Od 2014 Biedronka systematycznie rozszerza asortyment odchodząc od dotychczasowego modelu biznesowego, tj. sieci dyskontowej. Jest to element strategii firmy ogłoszonej w sierpniu 2011 przez długoletniego prezesa grupy Jerónimo Martins Alexandre Soares dos Santos: „w ciągu najbliższych pięciu lat zniknie różnica pomiędzy supermarketem a dyskontem”.
W 2024 roku sieć uruchomiła e-sklep spożywczy działający pod adresem zakupy.biedronka.pl.
5 marca 2025 roku o godzinie 14:00 Biedronka otworzyła swój pierwszy sklep na Słowacji w mieście Dunajská Lužná w kraju bratysławskim. Planowane jest otwarcie sklepów Biedronki w miastach takich jak Zvolen, Považská Bystrica, Nové Zámky i Senica.

## Asortyment niespożywczy
Pierwsze markety sieci koncentrowały się na dystrybucji żywności. Od drugiej dekady XXI wieku w ramach nowej strategii koncernu, firma zaczęła handlować również produktami przemysłowymi tworząc własne marki. Sprzęt elektroniczny produkowany jest we współpracy z polską firmą myPhone pod marką Hykker. Odzież i obuwie sportowo–trekingowe sprzedawane jest od 2017 roku pod marką Seven for 7. Biedronka regularnie sprzedaje również asortyment marki HiMountain.

## Płatność kartą

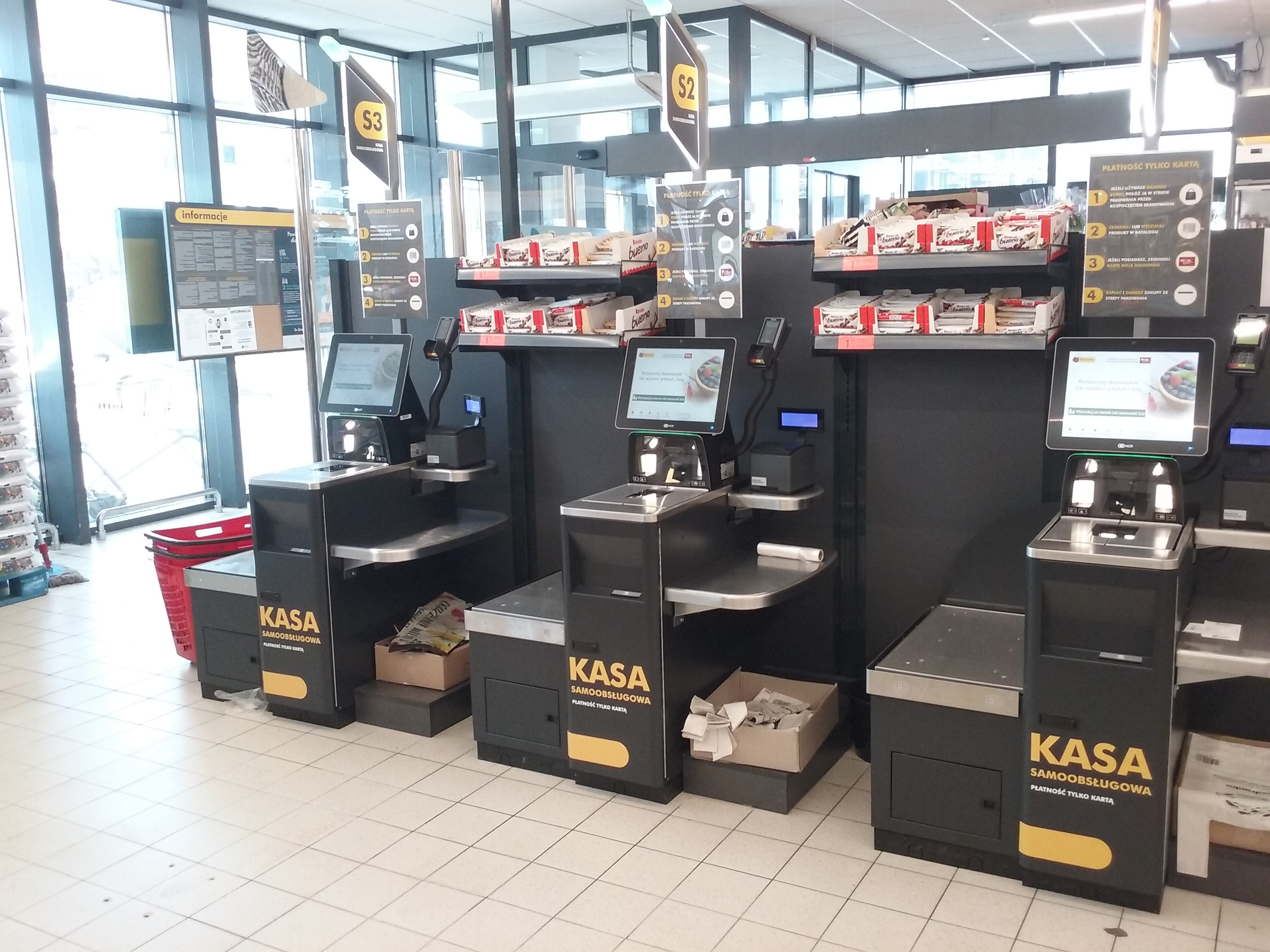
Kasy samoobsługowe bezgotówkowe, akceptujące płatności zbliżeniowe oraz Blik, instalowane w obiektach Biedronki od 2019 roku

Przez kilka lat od powstania sieci ogólnokrajowej i dużo później od konkurencyjnych sieci, do października 2013 Biedronka nie akceptowała płatności bezgotówkowych, uzasadniając, że prowizje dla banków, i organizacji emitujących karty płatnicze, były za wysokie (średnio w Polsce wynosiły 1,7 proc. i należały wówczas do najwyższych w Europie), zatem jeśli Biedronka połowę swoich transakcji przyjęła w postaci elektronicznej, musiałaby rocznie płacić 200–250 mln zł prowizji. Natomiast koszty z powodu wykorzystania tylko gotówki (transport, ochrona, dostarczanie drobnych, liczenie) to dla sieci, szacunkowo, koszt rzędu 0,3–0,4% przychodów.
Polityka firmy zmieniła się, gdy 21 października 2013 sieć sklepów Biedronka udostępniła dla klientów system do obsługi płatności mobilnych iKASA. Dzięki tej platformie płatności telefonem w sklepach Biedronka mogły dokonywać osoby posiadające rachunek w Alior Banku lub Getin Banku. Z płatności mobilnych w sklepach Biedronka mogą też skorzystać klienci Banku Pekao SA, w oparciu o system PeoPay. Sytuacja zmieniła się w 2014, kiedy maksymalna prowizja za płatność kartą została obniżona (do 0,5%, a następnie do 0,2%). 16 czerwca 2014 Biedronka wprowadziła płatność kartą płatniczą (VISA, MasterCard). Bankiem obsługującym Biedronkę jest Bank Pekao SA.

## Kontrowersje
W kwietniu 2004, w programie TVN Uwaga! wyemitowano reportaż, który zarzucał, że zatrudniani w Biedronce pracownicy nie są odpowiednio wynagradzani za nadgodziny, oraz że dochodzi do regularnego fałszowania ewidencji pracy by ukryć te nieprawidłowości. Doniesienia opierały się m.in. na informacjach przekazanych przez Bożenę Łopacką, byłą kierowniczkę sklepu Biedronka w Elblągu. Po nadaniu reportażu złożona została seria pozwów sądowych przeciwko właścicielom Biedronki, ale tylko w części przypadków jednoznacznie orzeczona została wina pracodawcy. Samej Łopackiej Sąd Apelacyjny w Gdańsku przyznał 26 tysięcy złotych odszkodowania za 2,5 tysiąca nadgodzin.
W pierwszym półroczu 2007 sądy rozpoznawały 27 spraw przeciw spółce JMD. Właściciel Biedronki przegrał sześć, dziesięć wygrał, a reszta zakończyła się ugodą.
W styczniu 2009 Sąd Apelacyjny w Lublinie oddalił odwołanie JMD od wyroku I instancji w sprawie, którą sieć wytoczyła przeciwko Stowarzyszeniu Poszkodowanych Przez Wielkie Sieci Handlowe Biedronka za nieprawdziwe jej zdaniem oskarżenia opublikowane w wywiadzie prezesa tego stowarzyszenia w „Kurierze Lubelskim” uznając, że właściciel sieci handlowej Biedronka „z uwagi na swoje niecne postępowanie (...) nie może skutecznie żądać ochrony sądowej swoich praw”. Podtrzymał w ten sposób wyrok Sądu Okręgowego, który odrzucił pozew JMD uznając, że zarzuty stawiane sieci znalazły potwierdzenie m.in. w kontrolach PIP i innych dowodach, a także w innych wyrokach sądowych.
Sąd okręgowy stwierdził, że „praktycznie nigdy pracownicy nie pracowali zgodnie z wyznaczonymi zmianami i umówionym czasem pracy. Często pracownicy z pierwszej zmiany pozostawali w pracy do godziny 1-2 w nocy, a nawet dłużej”. Sąd rejonowy w Białymstoku uznał kierowników rejonów Biedronki winnymi podżegania kierowników sklepów: do fałszowania ewidencji czasu pracy, uporczywego naruszania praw pracowniczych oraz do zatrudniania ponad czas pracy wynikający z umowy. 
W czerwcu 2023 r. Prezes UOKiK Tomasz Chróstny nałożył ponad 160 mln zł kary na Jeronimo Martins Polska S.A. ponieważ spółka wprowadzała konsumentów w błąd m.in. ws. warunków akcji „Tarcza Biedronki antyinflacyjna”.
W lutym 2024 r. sieć sklepów Lidl pozwała właściciela sklepów Biedronka za wykorzystywane na billboardach i paragonach hasło reklamowe "Od 2002 roku Biedronka tańsza niż Lidl" twierdząc, że wprowadza ono w błąd. Zdaniem UOKiK brak podania źródła danych umożliwiających weryfikację informacji może stanowić czyn nieuczciwej konkurencji.
W czerwcu 2024 r. prawnicy Jeronimo Martins Polska wysłali pismo do twórcy internetowego, Jakuba Biela. Firma wezwała do niezwłocznego usunięcia z sieci mema, który zawierał logo firmy oraz hasło "Biedronka - od 2002 roku więcej palet w alejkach, niż otwartych kas". Próba cenzury satyrycznej serii spotkała się ze sprzeciwem w social mediach, a poza filmem Biela, sprawa była omawiana szeroko w mediach, gdzie osiągnęła 3,2 mln zasięgu oraz na kanałach commentary na YouTube. Tego samego dnia sieć Lidl zareagowała na sytuację publikując grafikę sugerującą, że Jakub robi zakupy w tym sklepie.

## Logo
| Okres                                  | Opis | Logo |
| -------------------------------------- | --- | ---- |
| od 12 września 1995 do 31 grudnia 2000 | Pierwsze sklepy posiadały barwy biało-zielono-czerwone. Logiem sklepu była biedronka, a po prawej stronie znajdował się zielony napis „Market”. W następnych, już żółtych sklepach, biedronka znajdowała się po lewej stronie, obok napis „Biedronka” – prosty i czerwony. Pod spodem napis „dyskont spożywczy”. |      |
| od 1 stycznia 2001 do 14 stycznia 2012 | Biedronka znajdowała się nad czerwonym napisem „Biedronka”, który był pisany kursywą i znajdował się w żółtym polu z pomarańczową obwódką, pod nią czarny napis „codziennie niskie ceny”. |      |
| od 15 stycznia 2012                    | Biedronka umiejscowiona jest po lewej stronie napisów, zasłania dużą część pomarańczowej obwódki otaczającej czerwony napis „Biedronka” i czarny „codziennie niskie ceny”. Biedronka ma szerzej otwarte skrzydełka, otrzymała czerwony nosek i szerszy uśmiech, a napis nie jest już pisany kursywą.             |      |

Jak wskazuje Marek W. Kozłowski, postać z logo w stosunku do występującej w naturze biedronki siedmiokropki pozbawiona jest przedplecza i odnóży, a zamiast właściwej dla owadów głowy ma twarz umieszczoną bezpośrednio na pokrywach.